# Pat Saward
Patrick Saward (17. august 1928 - 20. september 2002) var en irsk fodboldspiller (forsvarer).
Saward spillede hele sin karriere i England, hvor han repræsenterede henholdsvis Millwall, Aston Villa og Huddersfield Town. Han var med til at vinde FA Cuppen med Aston Villa i 1957.
For det irske landshold spillede Saward 18 kampe i perioden 1954-1962.

## Titler
FA Cup
- 1957 med Aston Villa